# 溪口镇 (华蓥市)
溪口镇，是中华人民共和国四川省广安市华蓥市下辖的一个乡镇级行政单位。

## 行政区划
溪口镇下辖以下地区：
溪口街道社区、溪华路社区、觉庵村、平桥村、顺天寨村、袁家坝村、回龙桥村和渔槽村。